# Kansas Cosmosphere and Space Center

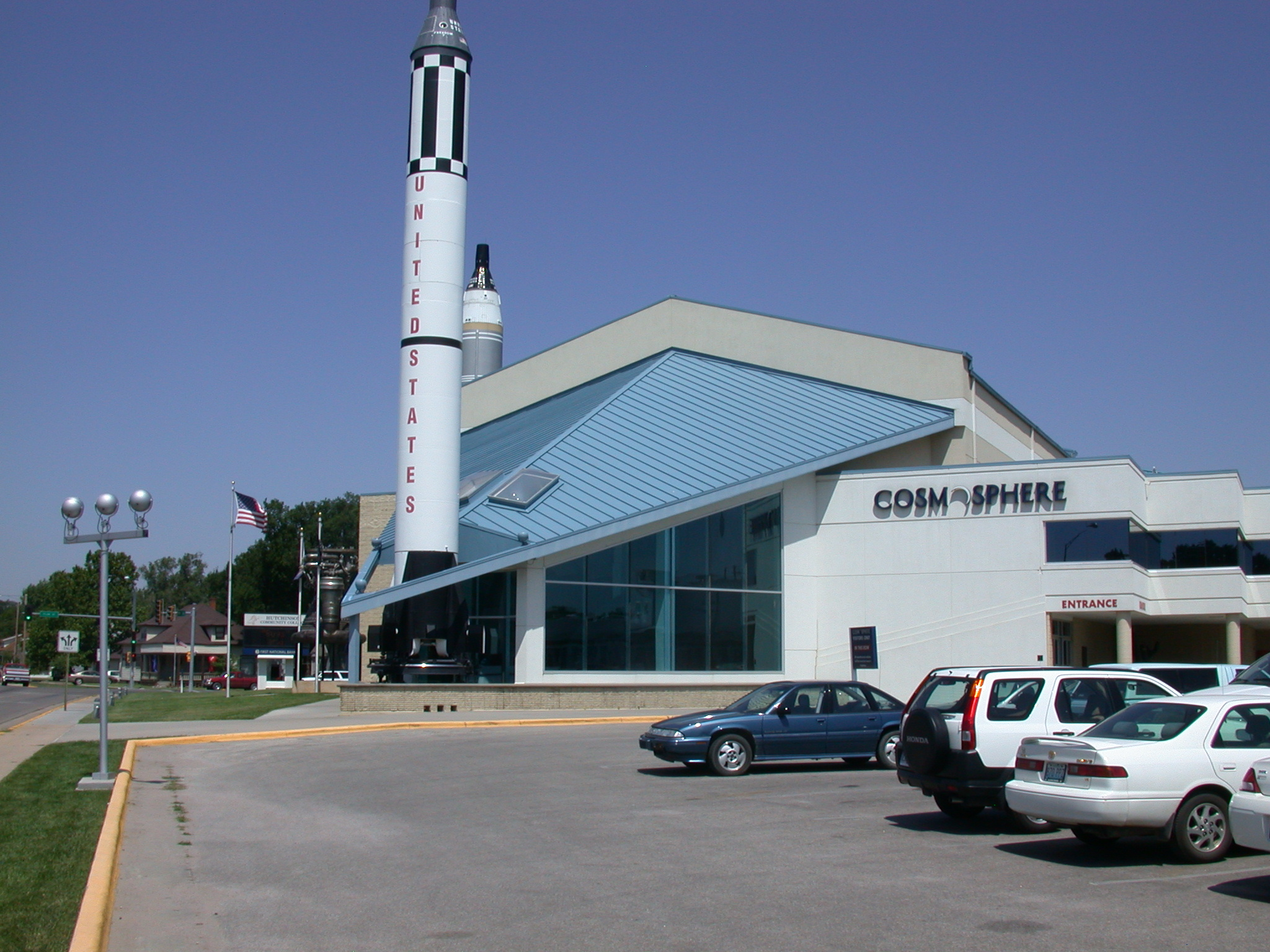
Haupteingang und Titanrakete

Das Kansas Cosmosphere and Space Center, kurz Cosmosphere, ist eines der bekanntesten Raumfahrtmuseen weltweit. Dort werden unter anderem die Landekapsel der Mission Apollo 13, das Reserve-Exemplar des Satelliten Sputnik-1 sowie eine außer Dienst gestellte SR-71 Blackbird ausgestellt.

## Geschichte
Gegründet wurde die Cosmosphere 1962 als ein Planetarium auf einem jährlichen Volksfest in Hutchinson (Kansas). Vier Jahre später zog das Planetarium aus Platzgründen auf den Campus des Hutchinson Community College. 1976 wurde beschlossen, sich um die Ausstellung von Objekten der Apollomission zu bewerben, was auf Grund der Vielzahl der vorhandenen Gegenstände erfolgreich war. 1980 wurde die Cosmosphere um weitere Ausstellungsfläche und den ersten Omnimax-Dome (heute IMAX Dome) der Welt erweitert. In der zweiten Erweiterungsphase 1997 wurde das Museum auf eine Fläche von 9500 m² vergrößert. Seitdem befindet sich in der Cosmosphere die zweitgrößte Ausstellung von amerikanischen und russischen Objekten der Raumfahrt weltweit.

## Bekannte Ausstellungsstücke
- Eine V1 und eine V2-Rakete aus dem Zweiten Weltkrieg
- Das Reserve-Exemplar des Satelliten Sputnik-1
- Die Mercury-Kapsel Liberty Bell 7
- Ein Wostok-Raumschiff
- Das Raumschiff Gemini 10
- Eine Titan-Rakete aus dem Gemini-Raumfahrtprogramm (siehe Bild)
- Die Kommandokapsel der verunglückten Mission Apollo 13
- Die Raumanzüge von Jim Lovell und Swetlana Sawizkaja
- Eine außer Dienst gestellte SR-71 Blackbird (strategischer Höhenaufklärer)
- Ein 22 kg schwerer Brocken Mondgestein
- Der größte in den USA gefundene Meteorit